# Tako rzecze Zaratustra
Tako rzecze Zaratustra. Książka dla wszystkich i dla nikogo (również Tak mówił Zaratustra: książka dla wszystkich i dla nikogo i To rzekł Zaratustra: książka dla wszystkich i dla nikogo, często skracane do samej tylko pierwszej części, tj. bez słów książka dla wszystkich i dla nikogo, w niemieckiej wersji oryginalnej; Also sprach Zarathustra. Ein Buch für Alle und Keinen) – utwór literacki niemieckiego filozofa Friedricha Nietzschego, wydany po raz pierwszy w częściach w latach 1883–1885.

## Powstanie dzieła

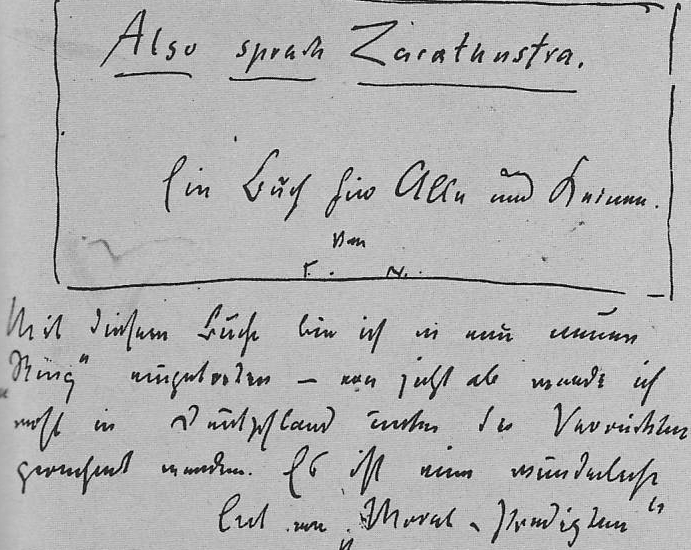
List do Heinricha Köselitza z 1 lutego 1883, w którym po raz pierwszy Nietzsche wymienił tytuł pisanego dzieła. Jego pierwsza część ukazała się w maju 1883.

Inspiracją do napisania dzieła były dwie wizje mistyczne. Pod wpływem pierwszej z nich, w 1881 w Surlei, Nietzsche stworzył zasadniczy plan dzieła. Druga wizja miała miejsce w Rapallo w 1883 . Każda z czterech części tworzona była szybko (każda w ok. 10 dni), w podobnym do mistycyzmu uniesieniu .
Pierwsze trzy części opublikowano oddzielnie w latach 1883–1885, a ich sprzedaż ograniczała się do kilku egzemplarzy. Część czwartą wydano początkowo jedynie w kilku egzemplarzach autorskich. Na 1891 zaplanowano wydanie całości, jednak rodzina wstrzymała druk obawiając się konfiskaty nakładu pod zarzutem obrazy uczuć religijnych. W 1892 wydano część czwartą, a kiedy okazało się, że obawy przed zarzutami były płonne, wydano całość. W tym czasie postępy choroby psychicznej Nietzschego były tak znaczne, że nie był on już tego świadomy.

## Ogólna charakterystyka
Tako rzecze Zaratustra jest dziełem nietypowym w twórczości Nietzschego. W zamierzeniu autora miało to być dzieło popularne, pozwalające mu dotrzeć do szerokiego kręgu odbiorców . Rzeczywiście – jego wysokie walory literackie i spójna forma sprawiły, że stało się ono popularne również poza środowiskiem akademickim i intelektualnym. Jest to najczęściej czytana i tłumaczona praca Nietzschego. Jednocześnie jej forma literacka sprawia, że jest ona otwarta na bardzo różne interpretacje. Z powodu swej nietypowości i literackości Tako rzecze Zaratustra jest znacznie rzadziej czytana i analizowana na akademickich kursach filozofii, aniżeli pozostałe dzieła Nietzschego. Dzieło jest dużym wyzwaniem dla tłumaczy – ze względu na oryginalny styl i język, a także bogatą i niejasną symbolikę.
Dzieło jest opisywane jako „filozoficzna epopeja” . Sam Nietzsche sugerował jednak odczytanie, zgodnie z którym miało to być połączenie tragedii i parodii

## Główne tematy

### Zaratustra

Faravahar, jeden z najważniejszych symboli zaratusztrianizmu

Główna postać dzieła, Zaratustra, jest przedmiotem różnych interpretacji. Postać ta pojawia się po raz pierwszy w 1881 w końcowych fragmentach Wiedzy radosnej. Fragment ten został następnie z drobnymi zmianami powtórzony w Prologu do Tako rzecze Zaratustra.
Swoje imię postać wywodzi od perskiego proroka Zaratusztry, twórcy zaratusztrianizmu, w którym główną rolę odgrywa konflikt pomiędzy dobrem i złem, toczącymi walkę zarówno w świecie, jak i w życiu ludzkim. W XIX w. pojawiły się tłumaczenia na niemiecki pism zaratusztriańskich i idee tej religii były Nietzschemu znane. Znał on osobiście Hermanna Brockhausa, redaktora zaratusztriańskiej Vendidad Sade (1850).
Nietzsche zreinterpretował zaratusztriański konflikt w duchu chrześcijańsko-humanistycznym, wiążąc dobro z altruizmem i życzliwością, zło natomiast z egoizmem i interesownością. W Ecce Homo Nietzsche wskazał, że to Zaratustra zapoczątkował tę opozycję, będącą „fatalną pomyłką moralności”, tak więc jako pierwszy powinien ją też rozpoznać. Nietzscheański Zaratustra naucza nowej moralności, wychodzącej poza dualizm, a jednocześnie nie popadającej w anarchizm moralny czy zwierzęcy prymitywizm.
Zdaniem Armanda Quinota jest to prorok, żyjący dotychczas w niebiańskiej samotności, zstępujący do ludzi, by przekazać im swe posłanie .

### Wola mocy
Motyw woli mocy pojawił się po raz pierwszy w Wiedzy radosnej, znajdując jednak swoje najpełniejsze rozwinięcie w Tako rzecze Zaratustra. Wola mocy traktowana jest jako siła, będąca ontologiczną podstawą życia. Zajmuje ona u Nietzschego funkcję, którą historycznie pełniły np. pojęcia duszy, substancji, intencji, woli czy instynktu. Wola mocy jest tym, co decyduje o dynamizmie życia, jego relacyjności i sytuacyjności.

### Nadczłowiek
Idea nadczłowieka (niem. Übermensch) została prawdopodobnie zainspirowana ideą wszechduszy (Over-Soul) z Esejów Ralpha Waldo Emersona. Podobne idee pojawiły się u Nietzschego w różnej postaci (nadchodzący filozofowie w Poza dobrem i złem, czy wyżsi ludzie w czwartej części Zaratustry).

### Krytyka kultury
Tako rzecze Zaratustra, podobnie jak inne prace Nietzschego, podejmują się krytyki kultury i panującego w niej systemu wartości (przewartościowania wartości). W tym utworze krytykowane są platonizm i chrześcijaństwo, traktowane jednak nie jako zbiory pewnych idei, lecz jako formy życia. Krytyka Nietzschego opiera się więc przede wszystkim na rezultatach, do których platonizm i chrześcijaństwo doprowadziły społeczeństwo.

### Wieczny powrót
Ideę wiecznego powrotu Nietzsche omawia już w Narodzinach tragedii wiążąc je z misteriami dionizyjskimi. Nietzsche rozwija kolistą koncepcję czasu, w której życie ludzkie i rozwój kultury mają charakter wyzwania czy sprawdzianu, mającego wykazać ich wartość i prawdziwe oblicze.

## Struktura
Dzieło dzieli się na cztery części, w ramach których uporządkowane są przypowieści. Język jest symboliczny i przypomina mistyczne teksty religijne . Niektórzy komentatorzy uważają, że część III kończy właściwe dzieło, a część IV stanowi jedynie dodatek.
Idea nadczłowieka ma charakter utopijny. Jest wyższą formą człowieczeństwa, która pozostanie po przezwyciężeniu obecnej formy człowieka. Postać ta jest raczej horyzontem, do którego powinno się dążyć (w szczególności, do którego powinna dążyć filozofia i ludzkość).
Jest to idea człowieka, który oczyścił się z dualizmu duszy i ciała, z wpływów platonizmu i chrześcijaństwa i który rozumie siebie i świat poprzez koncepcję woli mocy.
Ponieważ nadczłowieka jeszcze nie ma, nie wiemy do końca jaki on będzie. Stąd jego opis jest ledwo szkicowy.

### Część I
Rozpoczyna się „Prologiem”, w którym przedstawiono „ostatniego człowieka” – typowego człowieka współczesności. Jest to jednostka przeciętna, wyzbyta ambicji i radykalnych dążeń i celów. Stara się unikać niebezpieczeństw, cierpienia i chronić własne życie .
Następnie opisane jest zejście z wyżyn Zaratustry, który zaczyna głosić ostatniemu człowiekowi swe przesłanie, które jest głównie krytyczne. Ludzie nie chcą go jednak słuchać .

### Część II
Niezrozumiany Zaratustra kontynuuje swe nauki, krytykując zastany porządek świata. Pojawiają się elementy poetyckie (pieśni, nokturn) i próby wskazania przezwyciężenia krytykowanego porządku. Drogą „odkupienia” jest wola oraz oparte na niej nowe cnoty .
W dwóch pierwszych częściach Nietzsche opisuje historię przejścia ludzkości od dotychczasowej postaci człowieka do nadczłowieka, który jest zupełnie nową jakością czy gatunkiem.

### Część III
W części III autor odchodzi od perspektywy historycznej, skupiając się na losie pojedynczego człowieka i możliwości przezwyciężenia samego siebie. Pojawia się wątek wiecznego powrotu. Dzieło staje się liryczne, pełne tęsknoty za tajemniczym nowym porządkiem. W końcu ogłaszane jest nadejście nowej moralności .

### Część IV
Posunięty w latach Zaratustra jest rozczarowany bezowocnością swoich nauk. Większość ludzkości pozostaje na nie głucha. Jedynie nieliczni z nich krzyczą z rozpaczy, wołając do niego o pomoc. Ci uznawani są za „wyższy rodzaj ludzkości”, a ich droga ku wielkości jest surowa .

## Odbiór
Krytyczne komentarze opublikowali: Gustav Naumann (4 tomy, 1899–1901), Carl Gustav Jung (2 tomy wykładów i notatek, opublikowane przez Jamesa L. Jarretta w 1988), Laurence Lampert (1993), Kathleen Higgin (1987), Stanley Rosen (1995), Robert Gooding-Williams (2001), Joachin Köhler (1992).
Jedna z wczesnych interpretacji dzieła Nietzschego ujmowała je w duchu darwinistycznej ewolucji. Dzieło opowiadać miało o rozwoju ludzkości od form niższych do bardziej zaawansowanych. Ta interpretacja została jednak odrzucona przez samego Nietzschego. Zamiast liniowej ewolucji centralne znaczenie ma mieć idea wiecznego powrotu, przejawiająca się na różnych płaszczyznach dzieła.
Dzieło było niezwykle popularne w Niemczech. Na początku XX w. uważano je za jedno z dzieł najpełniej wyrażających „bojowego ducha Niemców”. Obok Fausta i Biblii było dziełem najczęściej zabieranym na pole bitwy przez niemieckich żołnierzy I wojny światowej. Wydano ok. 150.000 specjalnych, wytrzymałych egzemplarzy frontowych dzieła. Na wczesną recepcję dzieł Nietzschego ogromny wpływ miała działalność jego siostry, Elisabeth Förster-Nietzsche, opiekującej się jego spuścizną, ale także ograniczającej do niej dostęp i skłaniającej ku nacjonalistycznej interpretacji.
Z powodu swego niejasnego, profetycznego stylu praca była też krytykowana przez czytelników ceniących jasność wywodu. Omawiając ją w The Western Canon Harold Bloom uznał ją za nie nadającą się do czytania.
Dzieło miało duży oddźwięk wśród innych filozofów (w szczególności zajmujących się filozofią kultury, antropologią filozoficzną czy etyką). Jego wpływ zauważa się w pracach Carla Gustava Junga, który przez wiele lat prowadził na jego temat seminarium.
Liczne są przykłady wpływu dzieła na różne dziedziny sztuki. Inspirowane nim kompozycje muzyczne stworzyli Richard Strauss (poemat symfoniczny Also sprach Zarathustra), Gustav Mahler, Frederick Delius, a w muzyce popularnej zespół Museo Rosenbach (album Zarathustra z 1973, z tekstami inspirowanymi Nietzschem).

## Polskie przekłady
- 1901 – Tak mówił Zaratustra: książka dla wszystkich i dla nikogo, tł. Marya Cumft, Stanisław Pieńkowski;
- 1906 – Tako rzecze Zaratustra: książka dla wszystkich i dla nikogo, tł. Wacław Berent;
- 1999 – To rzekł Zaratustra: książka dla wszystkich i dla nikogo, tł. Sława Lisiecka, Zdzisław Jaskuła;
- 2005 – Tak mówił Zaratustra: książka dla wszystkich i dla nikogo, tł. Grzegorz Sowiński